# El Paso (Illinois)
El Paso – miasto w Stanach Zjednoczonych, w stanie Illinois, w hrabstwie Woodford.